# Vít Rakušan
Vít Rakušan (* 16. června 1978 Kolín) je český politik a středoškolský učitel, od prosince 2021 první místopředseda vlády a ministr vnitra ČR ve vládě Petra Fialy, od října 2017 poslanec Poslanecké sněmovny Parlamentu ČR, od roku 2019 předseda hnutí STAN (v letech 2016 až 2019 pak 1. místopředseda), mezi lety 2012 a 2021 zastupitel Středočeského kraje (v letech 2016 až 2017 působil jako 1. náměstek hejtmanky), v letech 2010 až 2019 starosta města Kolín.

## Život
Narodil se do lékařské rodiny; jeho otcem je bývalý senátor za ČSSD Jan Rakušan (* 1947), dlouholetý zastupitel a radní Kolína. Matka Eva (1948–2024) byla rovněž lékařkou.
Vystudoval magisterský dvouobor historie a germanistiky na Jihočeské univerzitě v Českých Budějovicích a absolvoval bakalářské studium školského managementu na Univerzitě Karlově v Praze.
Od roku 2000 soukromě podnikal v oblasti výuky cizích jazyků a tlumočení. V roce 2001 začal působit jako pedagog na Gymnáziu Jiřího Ortena v Kutné Hoře, kde vyučoval němčinu, dějepis a politologii.
Vít Rakušan je podruhé ženatý, jeho stávající ženou se v září 2015 stala Marie Auerová, se kterou se jim v říjnu roku 2017 narodil syn Matěj a v dubnu roku 2020 syn Jonáš. Z prvního manželství má dceru Agátu. Žije v Kolíně.

## Politické působení

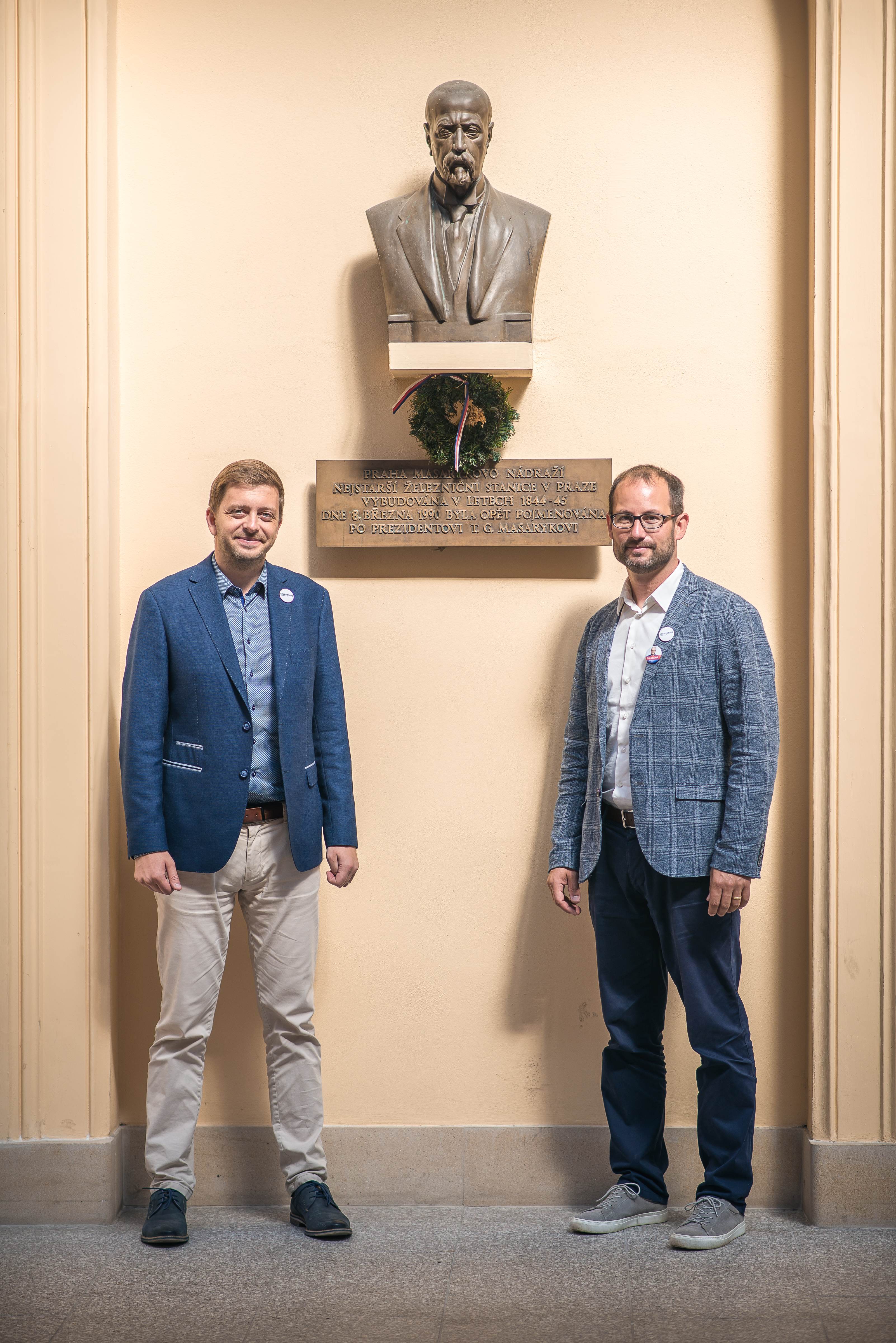
S Janem Farským při kampani hnutí Starostové a nezávislí do Poslanecké sněmovny v roce 2017 před bustou T.G. Masaryka

Od roku 2015 je členem hnutí STAN. Zastával pozici člena celostátního výboru a prvního místopředsedy středočeské krajské organizace. Na VIII. republikovém sněmu STAN v Průhonicích u Prahy v polovině dubna 2016 byl zvolen 1. místopředsedou hnutí; Získal 137 hlasů od 144 delegátů (tj. 95 %).
Do politiky vstoupil, když byl v komunálních volbách roku 2010 zvolen jako nestraník za subjekt „Změna pro Kolín“ zastupitelem města Kolína (byl lídrem kandidátky). Následně se stal v listopadu 2010 starostou města. Ve volbách v roce 2014 post zastupitele města obhájil, když opět jako nestraník vedl kandidátku „Změny pro Kolín“, která suverénně zvítězila se ziskem 63,95 % hlasů (tj. získala 20 mandátů z 27 možných). V listopadu 2014 byl po druhé zvolen starostou města.
V krajských volbách v roce 2012 byl zvolen jako nestraník za STAN v rámci subjektu „TOP 09 a Starostové pro Středočeský kraj“ do Zastupitelstva Středočeského kraje (původně figuroval na 11. místě kandidátky, ale vlivem preferenčních hlasů skončil druhý); působil jako člen Kontrolního výboru.
Roku 2016 byl zařazen do žebříčku 100 největších inovátorů střední a východní Evropy, který vyhlašuje prestižní britský mezinárodní deník Financial Times. V krajských volbách v roce 2016 byl lídrem STAN ve Středočeském kraji a podařilo se mu obhájit mandát krajského zastupitele. Dne 18. listopadu 2016 byl zvolen statutárním zástupcem a náměstkem hejtmanky pro oblast bezpečnosti a cestovního ruchu. Po rozpadu koalice byl ale v říjnu 2017 z funkce odvolán.
Na IX. republikovém sněmu STAN v Praze obhájil 25. března 2017 jakožto jediný kandidát post 1. místopředsedy hnutí, hlas mu dalo 133 ze 145 delegátů (tj. 92 %).

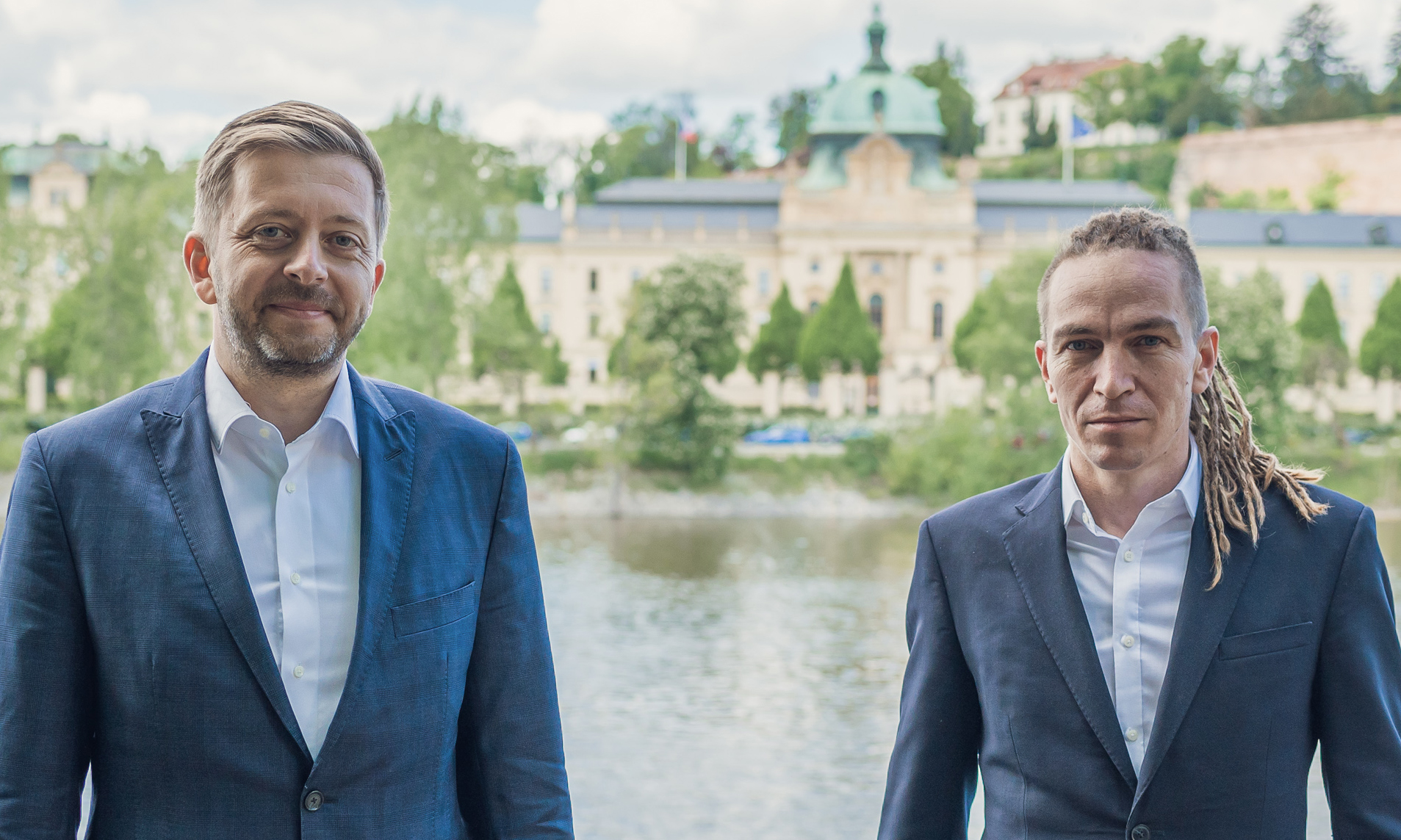
Vít Rakušan s předsedou Pirátské strany Ivanem Bartošem během společné kampaně k volbám do Poslanecké sněmovny 2021

Ve volbách do Poslanecké sněmovny Parlamentu ČR roku 2017 byl lídrem hnutí STAN ve Středočeském kraji; získal 7 334 preferenčních hlasů a byl zvolen poslancem. Později byl zvolen i předsedou Stálé komise pro kontrolu vojenského zpravodajství, působí v Zahraničním a Bezpečnostním výboru Poslanecké sněmovny.
V komunálních volbách v roce 2018 byl celostátním lídrem hnutí STAN. V Kolíně s uskupením „Změna pro Kolín“ obhájil rekordní výsledek v roce 2014, obdrželi 62,82 % odevzdaných hlasů a získali dokonce 21 z 27 mandátů. Na ustavujícím zasedání zastupitelstva 5. listopadu 2018 byl zvolen starostou. Na funkci však v červnu 2019 kvůli působení v celostátní politice rezignoval, nahradil jej Michael Kašpar; sám zůstal radním města. Nakonec v lednu 2022 opustil i funkci radního města. Ve volbách v roce 2022 již nekandidoval.
Dne 13. dubna 2019 byl na X. republikovém sněmu STAN jediným kandidátem na předsedu hnutí, byl zvolen hned v prvním kole 93 % hlasů. Ve funkci předsedy tak vystřídal Petra Gazdíka, který se rozhodl neobhajovat. V krajských volbách v roce 2020 kandidoval za hnutí STAN ve Středočeském kraji, kde celé hnutí vyhrálo, a znovu obhájil post zastupitele. V celkovém součtu preferenčních hlasů získal od voličů druhý nejvyšší počet – 12 243 hlasů. Na konci srpna 2021 obhájil post předsedy hnutí STAN, když jako jediný kandidát získal 95,7 % hlasů přítomných delegátů. Funkci předsedy hnutí obhájil i na mimořádném sjezdu v červenci 2022, když obdržel 98,3 % hlasů delegátů.
Ve volbách do Poslanecké sněmovny Parlamentu ČR v roce 2021 byl z pozice člena hnutí STAN lídrem kandidátky koalice Piráti a Starostové ve Středočeském kraji. Byl znovu zvolen, přičemž se mu podařilo získat téměř 60 tisíc preferenčních hlasů, což byl nejvyšší počet ze všech kandidátů. V říjnu 2021 zároveň rezignoval na post zastupitele Středočeského kraje.
V listopadu 2021 se stal kandidátem hnutí STAN na post 1. místopředsedy vlády a ministra vnitra ČR ve vznikající vládě Petra Fialy (tj. koalice SPOLU a PirSTAN). V polovině prosince 2021 jej do funkce prezident ČR Miloš Zeman jmenoval, a to na zámku v Lánech.
Ve volbách do Poslanecké sněmovny Parlamentu ČR v roce 2025 je lídrem hnutí STAN ve Středočeském kraji. Na celostátním sněmu hnutí konaném v květnu 2025 obhájil funkci místopředsedy hnutí, když od delegátů získal 282 hlasů z 293 možných.

## Názory a postoje

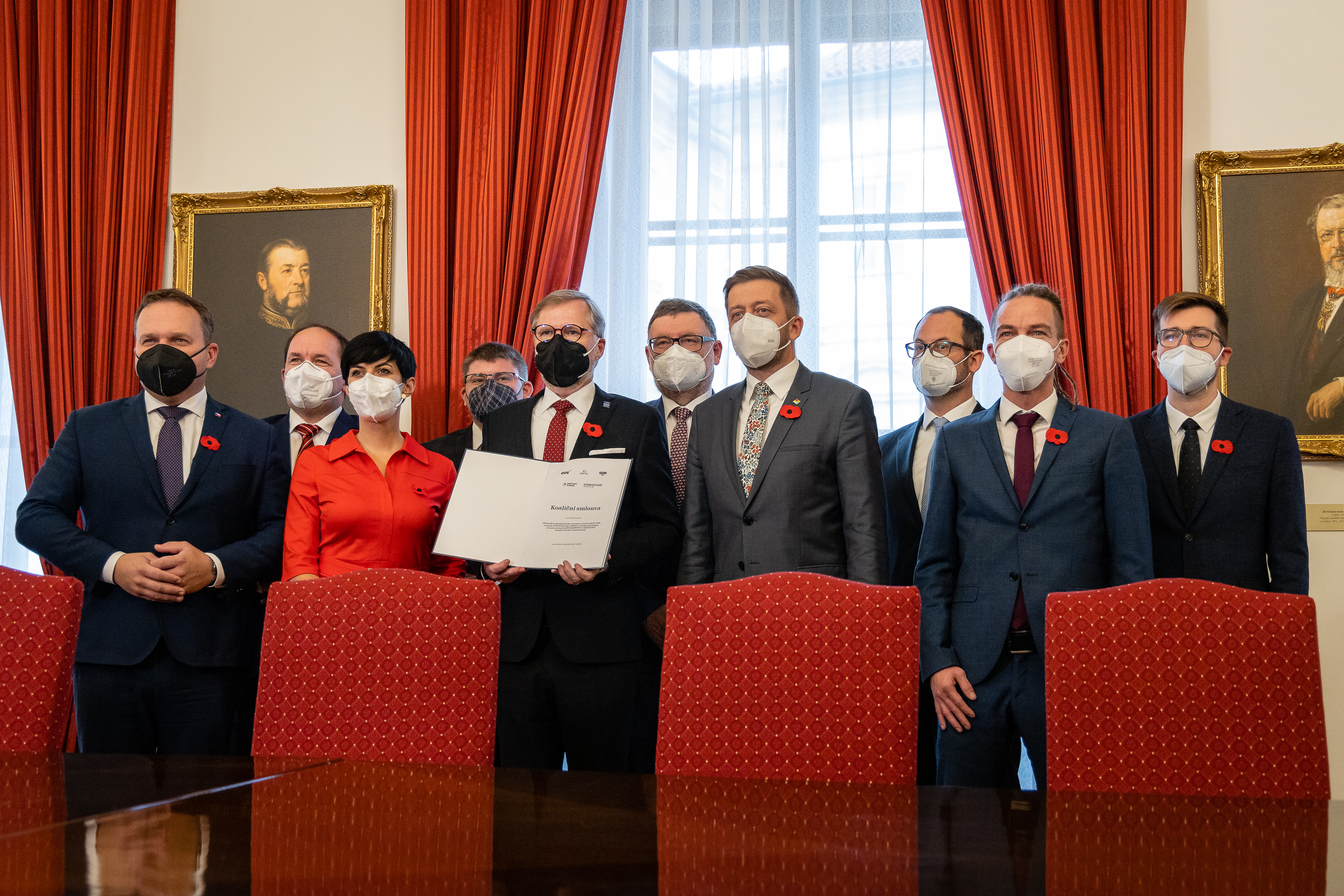
Petr Fiala se zástupci stran tvořících jeho vládu po podpisu koaliční smlouvy

Rakušan prohlásil, že ČR by měla podporovat Izrael, ale zároveň kritizoval plánovanou izraelskou anexi židovských osad, které Izrael od roku 1967 vybudoval na okupovaném Západním břehu Jordánu; jde o území, se kterým Palestinci počítají pro svůj budoucí stát Palestina.

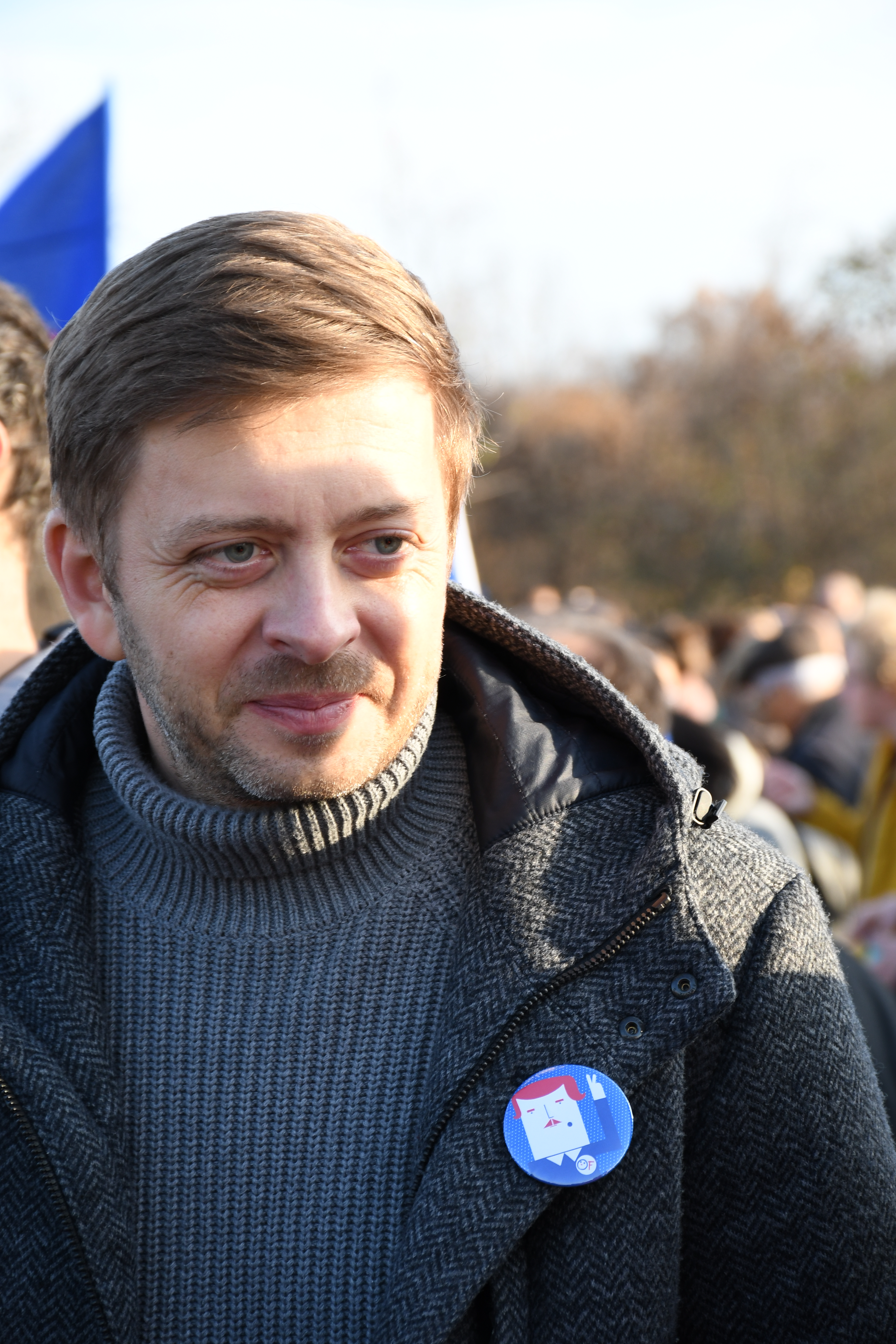
Rakušan na demonstraci spolku Milion chvilek pro demokracii, 16. listopadu 2019

V říjnu roku 2019 odsoudil vojenskou agresi Turecka, členského státu NATO, která byla namířena proti Kurdům na území Rojavy na severu Sýrie, a prohlásil, že „Mezinárodní společenství by se k tomu mělo vážně postavit. Dochází tady k takovým zvěrstvům, která mohou být nazývána válečnými zločiny.“
V květnu roku 2020 se ohradil v souvislosti s odstraněním sochy sovětského maršála Koněva na Praze 6 vůči kritice předsedy KSČM Vojtěcha Filipa v jednom z ruských deníků. Filip zde kritizoval ono odstranění. Podle Rakušana překročil Filip únosnou mez. Upozorňuje také na zvyšující se sílu ruské propagandy.
Obdobný problém vidí v posledních letech ve zjevném tlaku a vlivu Číny, které jsou také často skloňovány ve spojitosti se smrtí tehdejšího předsedy Senátu Jaroslava Kubery[zdroj?]. Podle něho Čína využívá Českou republiku nejen jako nástroj propagandy, ale i z hlediska průmyslové špionáže. Na vliv Číny a Ruska pravidelně upozorňují i zprávy BIS.
Vít Rakušan je zastáncem myšlenky jednoduchého, moderního státu, který má především svým občanům sloužit, ne překážet. V rámci své funkce zastupitele se snažil pomoci občanům se zkvalitněním a zjednodušením života v rámci projektu Absurdity.
Dlouhodobě se hlásí k myšlenkám a odkazu bývalého prezidenta Václava Havla.
Nesouhlasí s některými návrhy, které předložila Evropská komise v rámci Zelené dohody pro Evropu (European Green Deal), která představuje zásadní plán proměny evropské ekonomiky a počítá například se zákazem prodeje nových benzinových a dieselových aut od roku 2035; prohlásil, že pro Česko by v dané věci mohly být vyjednány specifické podmínky.
Po vypuknutí války v Pásmu Gazy vyzval v reakci na útok Hamásu k zastavení evropské pomoci Palestinské samosprávě na Západním břehu Jordánu.

## Kritika a kontroverze
V roce 2022 čelilo hnutí STAN pod jeho vedením několika politickým aférám. Rakušan například dosadil do čela civilní rozvědky Petra Mlejnka, který byl v kontaktu s Michalem Redlem. Redl byl zadržen v rámci policejní akce Dozimetr. Rakušan tvrdí, že Mlejnka mu doporučil například místopředseda KDU-ČSL Jan Bartošek, bývalý náčelník generálního štábu Aleš Opata a zástupce ředitele Vojenského zpravodajství. Klíčové pro Rakušana prý bylo, že Národní bezpečnostní úřad prověřil Mlejnka na stupeň tajné. Petr Mlejnek později téhož roku na funkci sám rezignoval.
Kontroverzi vyvolala 28. října 2022 instalace na budově MV z iniciativy Víta Rakušana, s velkoformátovým vyobrazením Vladimíra Putina v pytli na mrtvoly. Akce byla kritizována jako rozšiřování nenávisti. Iniciativa byla kritizována opozicí, i některými zástupci vládních stran. Ruská média se vymezila proti hrozbě Putinovi a na Víta Rakušana bylo podáno okolo deseti trestních oznámení. Policie věc odložila, protože podle ní nešlo o podezření z trestného činu. V prosinci se poblíž Českého Brodu objevily podobizny Víta Rakušana ve vaku na mrtvoly. Záležitostí se zabývala policie pro podezření z výtržnictví. Instalaci na budově MV visely do 13. listopadu 2022 a byla hlídána 24 hodin denně dvoučlennou policejní hlídkou.
V červenci 2023 Vít Rakušan prozradil utajované informace k možným sankcím na Rusa, vlastnícího majetek v ČR. Podle expertů by si obdobné jednání měl ministr odpustit. V srpnu 2022 odhalil jméno špiona civilní rozvědky Libora Jílka, když v komunikaci se serverem Seznam Zprávy chtěl doložit, na základě jakých doporučení přijal Petra Mlejnka do čela rozvědky.
Ke konci roku 2022 chtěl jmenovat do čela NAKIT právníka Vladimíra Chrásteckého, který byl podle serveru Neovlivní.cz v minulosti pravomocně odsouzen za „nadržování zlodějům“. Rakušan se hájil tím, že o jeho minulosti nevěděl a jednalo se pouze o nominaci.
V květnu 2023 navštívil středoafrickou Rwandu, kde se setkal se rwandským prezidentem Paulem Kagamem. Kagame je označován za represivního diktátora a jeho vojáci nelegálně operují na území sousední Demokratické republiky Kongo a podporují zde protivládní povstalce.
Opozice Rakušana kritizovala za migrační pakt EU, dle kterého bude muset Česko zaplatit za každého migranta, kterého odmítne přijmout v případě velké migrační vlny. Zproštěny odvádět pokutu za nepřijaté migranty budou státy, pokud poskytují azyl většímu počtu uprchlíků, nebo se zapojí jinou formou pomoci, například vysláním expertů či materiální podporou.

### Střelba na Univerzitě Karlově

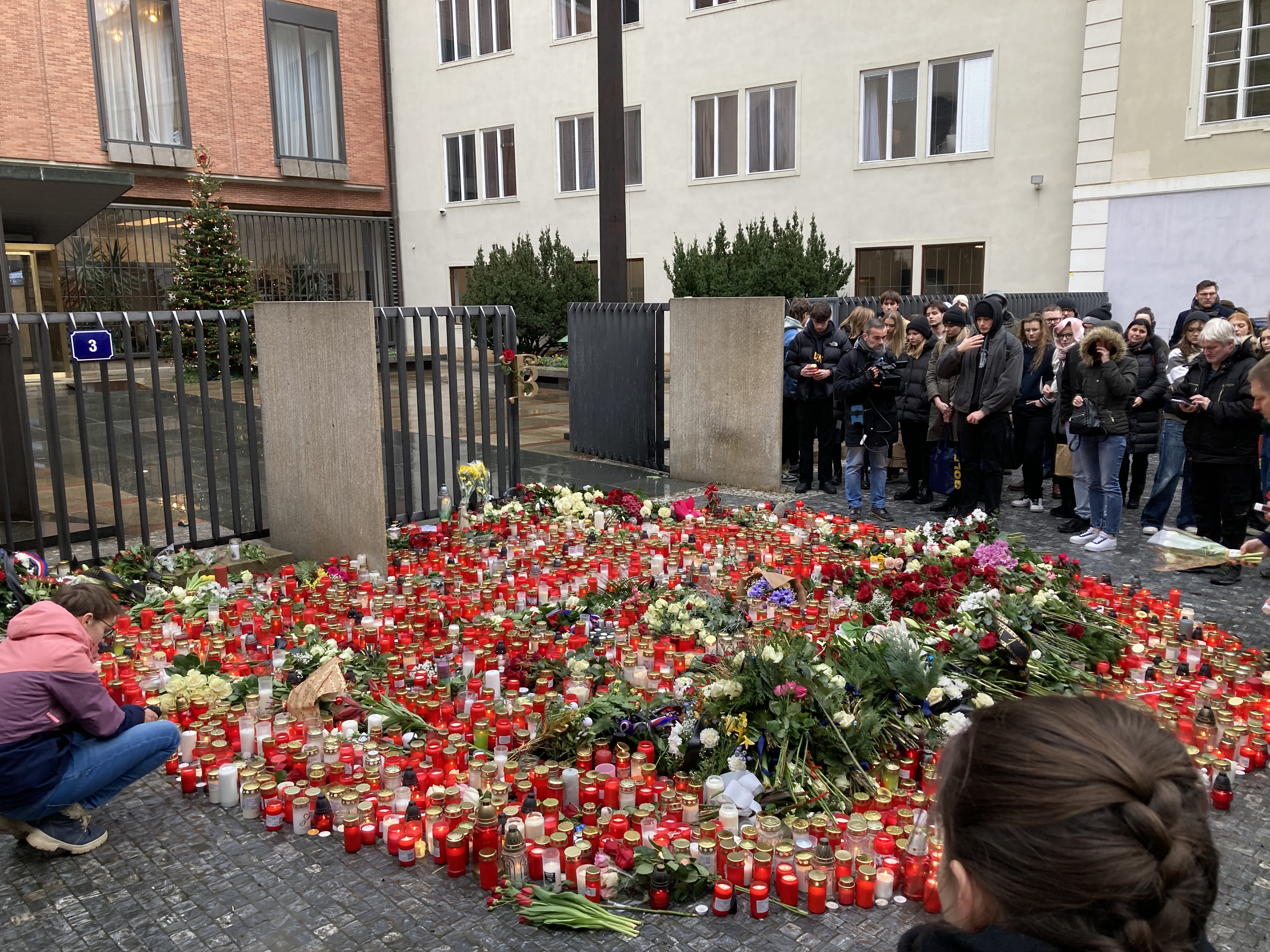
Pietní místo před Karolinem, historickým sídlem Univerzity Karlovy, den po střelbě

V souvislosti se střelbou na Filozofické fakultě Univerzity Karlovy dne 21. prosince 2023 se objevily pochybnosti o zásahu policie. Rakušan po útoku apeloval na občany, aby nešířili fámy a dezinformace, ale pouze informace ověřené policií. Zároveň pochválil kvalitní prací Policie ČR. Policie uvedla, že jelikož podezřelý (v souvislosti s vraždou v klánovickém lese) bydlel ve Středočeském kraji, chybělo jen pár dní k jeho dopadení. V den útoku Rakušan prohlásil, že se útočník inspiroval podobným útokem v Rusku a měl azbukou psaný účet na Telegramu. O těchto závěrech informovala řada médií. Věrohodnost této informace byla ovšem později zpochybněna.
V červnu 2024 byly v médiích zveřejněny nové informace, poukazující na postup policie při pátrání po pachateli. Rozhodnutí nevyklidit budovu fakulty na náměstí Jana Palacha, chování ministra vnitra Rakušana i vedení policie kritizovali někteří přeživší a pozůstalí. Dne 20. června 2024 obvinila matka jedné z obětí ministra vnitra Rakušana, policejního prezidenta Vondráška a šéfa pražské policie Matějčka ze lhaní a z nedostatku sebereflexe a vyzvala je k rezignaci. Rakušan v červnu 2024 zhodnotil zásah policie na fakultě slovy: „uvědomme si, že do akce se postupně dostalo 240 lidí, kteří se snažili pročesávat celé centrum Prahy a moderními metodami zjistit, kde ten člověk je, šli po žhavé stopě. A já znovu říkám, že ze zpětného pohledu, když víme, kde ten pachatel byl, co se stalo, ale kdyby stejně tak byl v Celetné ulici, tak v této chvíli hodnotím zásah jako excelentní.“ Odmítl výzvy opozice k rezignaci, protože dle svých slov „za tuto šílenou tragédii je zodpovědný vrah. Mým úkolem a mojí odpovědností jako ministra vnitra je, abychom v této chvíli nastavili systém, který sice nikdy stoprocentně nepředejde takové události, ale bude vytvářet maximální množství preventivních kroků, které mohou riziko eliminovat.“
Poté, co byly v červnu 2024 v médiích zveřejněny nové informace z policejních dokumentů, se Rakušan odmítl vyjádřit k otázkám ze strany médií, které se týkaly nejasností a možných pochybení při pátraní po pachateli, a pouze uvedl, že nikdy netvrdil, že „postup policie je zcela v pořádku“. Neodpověděl ani na otázku, jestli on sám nebo někdo z vedení policie se pozůstalým omluví za možné pochybení policie před zásahem vůči střelci. Ještě v červnu 2024 při rozhovorech v médiích tvrdil, že policie zjistila až v 16 hodin, tedy po střelbě na fakultě, že pachatel zavraždil svého otce, ale podle zveřejněným policejním záznamů to policie věděla už ve 13.15.

### Kontroverzní opatření v zákoně Lex Ukrajina
Poslanci hnutí STAN předložili s podporou Víta Rakušana kritizovaný návrh k zákonu Lex Ukrajina 7, který stanoví, že podmínkou pro získání českého občanství ruskými občany s dlouhodobým pobytem v Česku by nově mělo být vzdání se ruského občanství. Návrh byl v prosinci 2024 v Poslanecké sněmovně schválen poslanci vládní koalice. U osob starších patnácti let bude také přerušeno vyřizování už podaných žádostí o české občanství. V praxi by to znamenalo, že pro Rusy dlouhodobě žijící v Česku bude prakticky nemožné získat české občanství.
Podle kritiků se jedná o diskriminační opatření, které je založené na principu kolektivní viny. Rakušan kritiku odmítl se slovy, že „Dle zpráv všech našich tajných služeb, se bezpečnostní situace v Česku mění. Ruské aktivity pro nás představují jednoznačnou bezpečnostní hrozbu. Eliminovat tyto hrozby není diskriminace, ale povinnost.“ Podle některých právníků se však jedná o přílepek zákona, který je protiústavní a mohl by být napaden u Ústavního soudu. Kritici také upozornili, že nové opatření vyžaduje spolupráci v ruským státem a postihne především příslušníky ruské menšiny v Česku, kteří veřejně kritizovali Putinův režim a ruskou invazi na Ukrajinu nebo projevili sympatie k ruské opozici, protože pro podání žádosti o zbavení ruského občanství a doložení všech dokumentů ruské úřady požadují přítomnost žadatelů na území Ruska, a žadatelé musí dokázat, že nemají žádné dluhy vůči ruském státu, včetně splněné vojenské služby, která je v Rusku povinná.
Existuje značné riziko, že žadatelé o české občanství budou podrobeni přísné kontrole a na území Ruska jim bude hrozit zatčení. Úpravu kritizovala například ředitelka Sdružení pro migraci a integraci Magda Faltová, ústavní právník z Masarykovy univerzity Pavel Kandalec, spolupředsedkyně Zelených Gabriela Svárovská a pirátský poslanec Jakub Michálek, šéfka poslanců ANO Alena Schillerová uvedla, že se opozice plánuje obrátit na Ústavní soud.

### Blokování Pochodu pro život
V dubnu 2025 se Vít Rakušan zastal policie, která nezabránila zablokování Pochodu pro život. Účastníci akce pořádané Hnutím pro Život měli projít centrem Prahy. Na trase se však střetli s odpůrci, kteří zablokovali Kaprovu ulici, čímž pochod nemohl pokračovat. Policie na místě zadržela 26 osob, které odmítli opustit trasu. Rakušan posléze na sociálních sítích uvedl, že „celá akce proběhla i s velkou pomocí policie a jejího antikonfliktního týmu bez zranění, škod na majetku a výraznějšího narušení veřejného pořádku a že policie postupovala rozumně“, za což sklidil kritiku od některých poslanců či senátorů, mezi které patřili poslankyně Romana Bělohlávková či senátoři Zdeněk Hraba a Jiří Čunek. Byl kritizován i z řad hnutí STAN. Pražský zastupitel za KDU-ČSL Jan Wolf posléze Rakušana vyzval k rezignaci na post ministra vnitra.